# 타마라 돕슨
타마라 돕슨(Tamara Dobson, 1944년 5월 14일 ~ 2006년 10월 2일)는 미국의 텔레비전 배우, 영화배우, 배우, 모델이다.
볼티모어에서 태어났으며 볼티모어에서 사망하였다. 사인은 다발성 경화증이다.

## 영화
- 체인 히트 (1983년)
- 클레오파트라 카지노 정복 (1975년)
- 클레오파트라 존스 (1973년) - 클레오파트라 존스 역